# 남무교
남무교(1941년 9월 15일 ~ )는 대한민국의 정치인이다. 제5대 연수구청장을 역임했다.

## 역대 선거 결과
|  | 47.53% |

|  | 34.23% |

|  | 58.89% |

|  | 44.56% |